# Aleksiej Sołodiankin
Aleksiej Sołodiankin (ros. Алексей Солодянкин, ur. 14 maja 1972 w Kirowie) – rosyjski skoczek narciarski, uczestnik Zimowych Igrzysk Olimpijskich 1994 w Lillehammer.

## Występy w Pucharze Kontynentalnym
W Pucharze Kontynentalnym zadebiutował 12 listopada 1993 w Oberwiesenthal, zajmując 67. miejsce. Największym osiągnięciem Rosjanina w sezonie 1993/1994 było 4. miejsce w zawodach w St. Aegyd. W końcowej klasyfikacji PK uplasował się na 122. pozycji, z dorobkiem 50 punktów. W sezonie 1994/1995 wystartował w niektórych zawodach rangi PK. Konkurs w Kuopio, gdzie zajął 38. miejsce, był jego ostatnim międzynarodowym występem.

## Zimowe Igrzyska Olimpijskie 1994
Sołodiankin znalazł się w składzie Rosji na ZIO 1994 w Lillehammer. Zaczął od przedostatniego, 57. miejsca w konkursie na skoczni dużej. W konkursie drużynowym zajął wraz z resztą reprezentacji Rosji 12. pozycję. Igrzyska zakończył startem w konkursie na skoczni małej, zajmując 45. lokatę.